# Tamgaly
Tamgaly là một trang địa điểm khảo cổ thuộc Semirechye, Kazakhstan. Tamgaly nằm cách Almaty 120 km về phía tây bắc. Phần lớn của địa điểm khảo cổ này là các bức tranh khắc đá 5000 năm trong các hẻm núi. Các bức tranh khắc đá chủ yếu là từ Thời đại đồ đồng, nhưng [1] trong một số ít là có từ vào Thời đại đồ sắt và thời Trung Cổ.
Tên Tamgaly trong tiếng Kazakhstan và các ngôn ngữ gốc Thổ Nhĩ Kỳ có nghĩa là "vẽ hoặc nơi đánh dấu". Tamgaly đã trở thành một di sản thế giới của UNESCO vào năm 2004. 